# Wolfgang van de Palts
Wolfgang van de Palts, bijgenaamd de Oudere, (Heidelberg, 31 oktober 1494 - Neumarkt in der Oberpfalz, 2 april 1558), uit de Oude Keurlinie van het Huis Wittelsbach, was stadhouder in de Opper-Palts in dienst van zijn broer Frederik II van de Palts.
Als de jongste zoon van keurvorst Filips van de Palts en Margaretha van Beieren was Wolfgang voorbestemd voor een leven als geestelijke. Tijdens zijn kerkelijke loopbaan was hij domheer in Augsburg, Würzburg en Spiers en rector magnificus aan de Universiteit van Wittenberg. In 1522 werd hij ridder van de Duitse Orde.
In 1524 gaf Wolfgang zijn kerkelijke carrière op, waarna hij van zijn broer Lodewijk V het bestuur over Neumarkt in de Opper-Palts kreeg toegewezen. Toen Lodewijk V na zijn dood werd opgevolgd door zijn jongere broer Frederik II nam Wolfgang Frederiks positie als stadhouder van de Opper-Palts over. Wolfgang stierf kinderloos en ongehuwd in 1558. Zijn lichaam werd bijgezet in de Heilige Geestkerk in Heidelberg.